# Громадський Костянтин Юрійович
Костянтин Юрійович Громадський (1 червня 1972) — радянський та український легкоатлет, фахівець із бігу на короткі дистанції. Виступав за збірні СРСР та України з легкої атлетики на початку 1990-х років, чемпіон Європи серед юніорів, володар срібної медалі юніорського чемпіонату світу, чемпіон України з бігу на 100 метрів, призер першостей всесоюзного та республіканського значення. Представляв Київ та фізкультурно-спортивне товариство Профспілок.

## Біографія
Костянтин Громадський народився 1 червня 1972 року. Займався легкою атлетикою в Києві, виступав за Українську РСР та фізкультурно-спортивне товариство Профспілок.
Першого серйозного успіху на міжнародному рівні домігся в сезоні 1990 року, коли увійшов до складу радянської збірної та виступив на юніорській світовій першості в Пловдіві, де дійшов до стадії півфіналів в індивідуальному бігу на 100 метрів і разом зі співвітчизниками Сергієм Іншакомом, Віталієм Семеновим і Олександром Горемикіним виграв срібну медаль в естафеті 4×100 метрів, встановивши при цьому всесоюзний юніорський рекорд — 39,58.
У лютому 1991 року став срібним призером у бігу на 60 метрів на змаганнях у Києві, встановивши нині чинний юніорський рекорд України в цій дисципліні — 6,63, тоді як у травні здобув перемогу у бігу на 100 метрів на змаганнях у Луганську. Брав участь у юніорській європейській першості в Салоніках — отримав срібло у дисципліні 100 метрів та завоював золото в естафеті 4×100 метрів (його партнерами були Олександр Порхомовський, Сергій Осович та Віталій Семенов).
Після розпаду Радянського Союзу Громадський ще протягом деякого часу залишався чинним спортсменом і продовжував виступати на різних легкоатлетичних стартах у складі української національної збірної. Так, у 1992 році він став чемпіоном України з бігу на 100 метрів, з особистим рекордом 10,29 виграв срібну медаль на міжнародних змаганнях у німецькому Ульмі.